# SISNE plus
SISNE Plus é um sistema operacional clone, compatível com o DOS 3.3.
Foi criado pela Itautec e a Scopus Tecnologia, devido a Reserva de Mercado em 1991, que proibia a importação de equipamentos eletrônicos para o uso geral.
Com a difusão do MS-DOS no mercado, depois do fim do embargo criado em 91, o SISNE Plus foi descontinuado.

## Versões
| Versão   | Estado        | Data |
| -------- | ------------- | ---- |
| 3.30 R02 | Descontinuado | 1988 |
| 3.30 R05 | Descontinuado | 1990 |

## Comandos
Essa é a lista de comandos disponíveis no SISNE Plus 3.3R5.
- AJUDA
- APPEND
- ASSIGN
- ATTRIB
- BACKUP
- BEEP
- BRASCII
- BREAK
- BUFIM
- CALL
- CD
- CHDIR
- CHKDSK
- CLS
- COM
- COMENT
- COMMAND
- COMP
- CONV
- COP
- COPIA
- COPY
- CTTY
- DAT
- DATA
- DATE
- DEL
- DIR
- DIRET
- DISKCOMP
- DISKCOPY
- ECHO
- ECO
- EDITOR
- ERASE
- EXIT
- FASTOPEN
- FBACKIM
- FBACKUP
- FDISK
- FFORMAT
- FIND
- FOR
- FORMAT
- FRESTIM
- FRESTORE
- GOTO
- GRAFTABL
- GRAPHICS
- GRAVA
- HOR
- HORA
- ICC
- IF
- IMP86
- JOIN
- LABEL
- LAND
- LISTA
- MD
- MENU
- MKDIR
- MODE
- MORE
- MOS
- MOSTRA
- PATH
- PAU
- PAUSA
- PAUSE
- PREAJUDA
- PRINT
- PROMPT
- RD
- RECOVER
- REM
- REN
- RENAME
- RENOMAIA
- REPLACE
- RESTORE
- RMDIR
- RX86
- SET
- SHARE
- SHIFT
- SORT
- SUBST
- SUP
- SUPRIME
- SYS
- TECLAS
- TIME
- TREE
- TRUNC
- TX86
- TYPE
- VER
- VERIFY
- VOL
- XCOPY

- Sistema operacional em disco
- Tim Paterson
- FreeDOS
- MS-DOS
- Unix
- Windows
- DOSBox, emulador voltado a jogadores de jogos antigos do MSDOS no Linux e Windows.
- FreeDOS, o DOS livre.
- Dosemu, uma camada de compatibilidade para rodar o FreeDOS dentro do Linux.